# Slovenia Sudorientale
La Slovenia Sudorientale (ufficialmente in sloveno Statistična regija Jugovzhodna Slovenija) è una delle 12 regioni statistiche in cui è suddivisa la Slovenia.
Ne fanno parte una città e i seguenti 21 comuni:
| Stemma | Comune            | Mappa | Superficie km² | Popolazione (2014) | Densità ab./km² |
| ------ | ----------------- | ----- | -------------- | ------------------ | --------------- |
|        | Črnomelj          |       | 339,7          | 14.586             | 43              |
|        | Dolenjske Toplice |       | 110,2          | 3.385              | 31              |
|        | Kočevje           |       | 555,4          | 16.184             | 29              |
|        | Kostel            |       | 56,1           | 650                | 12              |
|        | Loški Potok       |       | 134,5          | 1.900              | 14              |
|        | Metlika           |       | 108,9          | 8.406              | 77              |
|        | Mirna             |       | 31,3           | 2.554              | 82              |
|        | Mirna Peč         |       | 48,0           | 2.882              | 60              |
|        | Mokronog-Trebelno |       | 73,4           | 3.032              | 41              |
|        | Novo mesto        |       | 235,7          | 36.333             | 154             |
|        | Osilnica          |       | 36,2           | 387                | 11              |
|        | Ribnica           |       | 153,6          | 9.353              | 61              |
|        | Semič             |       | 146,7          | 3.806              | 26              |
|        | Sodražica         |       | 49,5           | 2.181              | 44              |
|        | Straža            |       | 28,5           | 3.842              | 135             |
|        | Šentjernej        |       | 96,0           | 6.946              | 72              |
|        | Šentrupert        |       | 49,1           | 2.890              | 59              |
|        | Škocjan           |       | 60,4           | 3.221              | 53              |
|        | Šmarješke Toplice |       | 34,2           | 3.244              | 95              |
|        | Trebnje           |       | 163,3          | 12.063             | 74              |
|        | Žužemberk         |       | 164,3          | 4.560              | 28              |
|        | Totale:           |       | 2.675,0        | 142.405            | 53              |